# Desa Blond
Desa Blond es una localidad de Santa Lucía que forma parte del distrito de Gros Islet.

## Toponimia
La localidad también es conocida por el nombre de Boguis/Desa Blond.